# 宫颈炎
宫颈炎（英語：Cervicitis），是一种女性子宫颈的炎症。它多因性传播疾病感染造成，常见病原体为淋病奈瑟双球菌、沙眼衣原体。也可因宫颈手术操作后造成的宫颈损伤，使病原体得以进入损伤部位；或对杀精剂、乳胶避孕套的过敏反应引起。

## 急性宫颈炎
临床主要为白带增多，呈黏液脓性，阴道分泌物的刺激可引起外阴疼痛等症状，伴有腰酸、下腹部坠痛及性交出血等症状。它可与阴道炎、子宫内膜炎同时发生，也常有下泌尿道症状，如尿急、尿频、尿痛。妇科检查中可见到子宫颈充血、水肿、糜烂，有黏液脓性分泌物流出。

## 慢性宫颈炎
慢性宫颈炎多由急性恶化产生，往往是急性宫颈炎治疗不彻底，病原体隐藏于子宫颈黏膜内，形成慢性炎症。多见于分娩、流产或手术损伤宫颈后，病原体侵入而引起感染。也有情况直接发生慢性宫颈炎者。慢性宫颈炎有宫颈糜烂、宫颈息肉、宫颈管内膜炎、宫颈腺囊肿以及宫颈肥大等几种病理改变形式。